# Станислав Ђорговски
Станислав Ђорговски (рођ. 1956) амерички је астрофизичар.
Дипломирао је на Катедри за астрономију Математичког факултета Универзитета у Београду шк.1978/79. Докторирао је 1985. године на Универзитету Беркли у Калифорнији. Године 1987, након постдокторских студија, прелази на Калифорнијски институт за технологију где и данас ради као професор астрономије.
Бави се претежно вангалактичком астрономијом и космологијом. Један је од идејних твораца концепта виртуелне опсерваторије и области астроинформатике.
Као први аутор или коаутор објавио је преко 1000 научних чланака.